# Thomas Paine Cottage

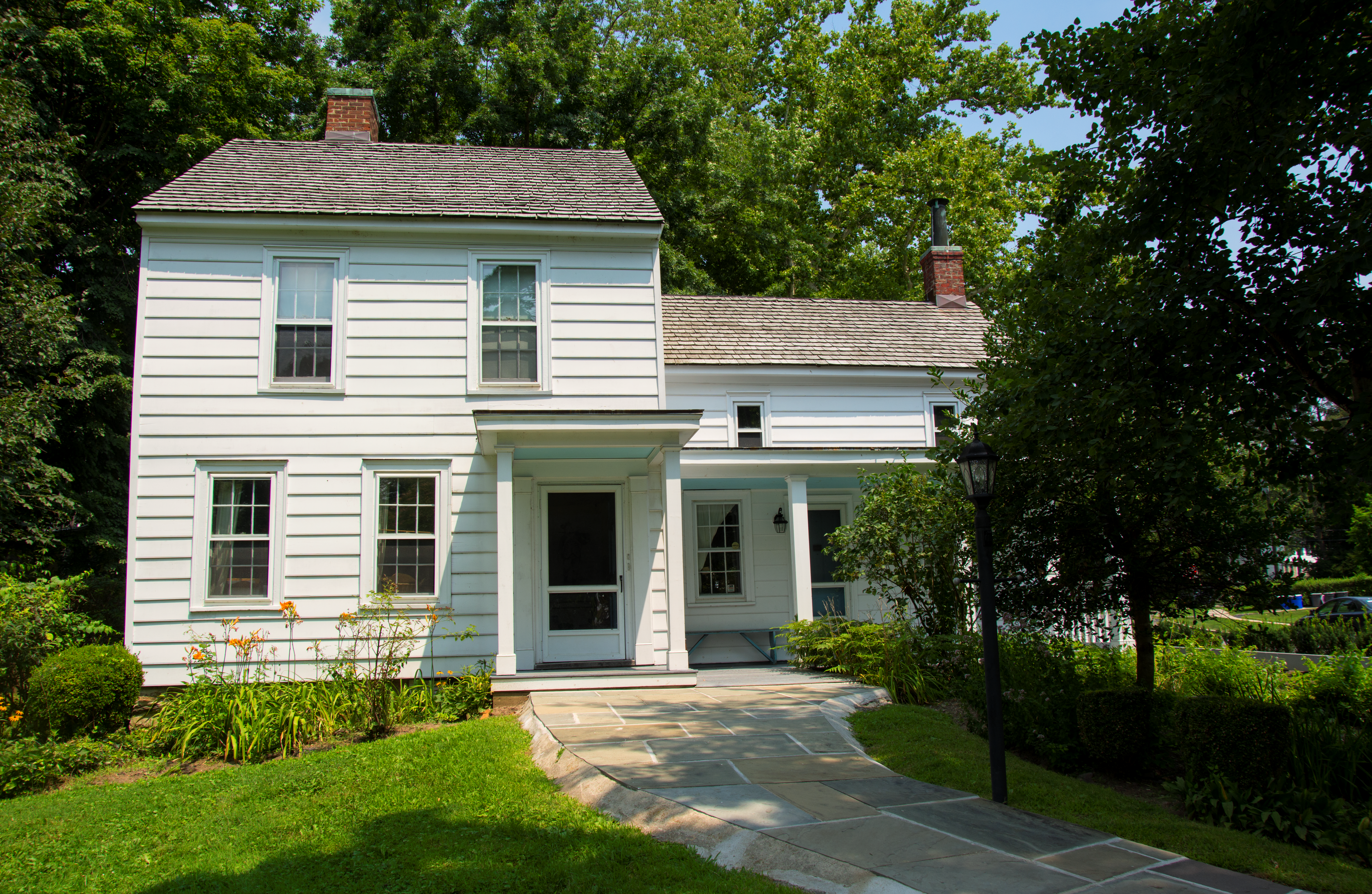
Thomas Paine Cottage

O Thomas Paine Cottage em New Rochelle, Nova York, nos Estados Unidos, foi o lar de 1802 a 1806 de Thomas Paine, autor de Common Sense. Paine foi enterrado perto da casa de campo desde sua morte em 1809 até seu corpo ser desenterrado em 1819. Era um dos vários edifícios localizados na fazenda de 300 acres dada a Paine pelo Estado de Nova York em 1784, em reconhecimento aos seus serviços na causa da Independência. Foi aqui em agosto de 1805 que ele escreveu seu último panfleto, que foi dirigido aos cidadãos da Filadélfia sobre a "Reforma Constitucional".